# Septet (literatura)
Septet (łac. septem, siedem) – strofa siedmiowersowa, niekiedy o wersach różnej długości, zestawionych w rozmaitych układach rymowych.
Septet we francuskiej poezji lirycznej pojawił się już w czasach średniowiecza, a dużą popularność zdobył w wieku XIX. Wariant z układem rymów ababccb, wykorzystany przez Alfreda de Vigny w zbiorze wierszy Les Destinées, został nazwany septetem romantycznym. Natomiast septet wprowadzony do poezji angielskiej przez Geoffreya Chaucera składał się z siedmiu wersów mających formę pentametru jambicznego, połączonych układem ababbcc. Tę odmianę septetu nazywano strofą królewską. Chaucer zastosował ją na przykład w poemacie Troilus i Criseyda.
Szczególną formą septetu jest septyma składająca się zawsze z siedmiu wersów jedenastozgłoskowych, rymowanych według stałego schematu aabccab.
W poezji polskiej przykładem septetu jest wiersz Adama Asnyka Wśród przełomu:  
Na niebie odblask łun ognistych płonie
I ciemne noce opromienia krwawo;
Skrwawione widma wyciągają dłonie,
W poświście wichru lecą z mgieł kurzawą,
Powietrze jęków wypełniając wrzawą;
Nad krwią przelaną, która świeżo dymi,
Z ciemności kształt się wynurza olbrzymi...